# Roser Maestro Moliner
Roser Maestro Moliner   (Port de Sagunt, 18 de novembre de 1988) és una política i advocada valenciana d'Esquerra Unida del País Valencià i del Partit Comunista del País Valencià.
Des del 2019 és diputada al Congrés dels Diputats com a part de la coalició Unides Podem, després d'haver guanyat les eleccions primàries a la candidata oficialista, Esther López Barceló. Anteriorment havia estat regidora a l'Ajuntament de Sagunt, elegida en les Eleccions municipals espanyoles de 2015.